# Romuald Klim
Romuald Klim (Unión Soviética, 25 de mayo de 1933-28 de mayo de 2011) fue un atleta soviético, especializado en la prueba de lanzamiento de martillo en la que llegó a ser subcampeón olímpico en 1968.

## Carrera deportiva
En los JJ. OO. de México 1968 ganó la medalla de plata en el lanzamiento de martillo, con una marca de 73.28 metros, quedando en el podio tras el húngaro Gyula Zsivótzky que con 73.36 metros batió el récord olímpico, y por delante de otro húngaro Lázár Lovász (bronce).